# Теория справедливости
«Теория справедливости» (англ. A Theory of Justice) — книга американского философа и политолога Джона Ролза. Была впервые выпущена в 1971 году издательством Harvard University Press. В ней философ разрабатывает теорию справедливости с помощью пересмотра классической теории общественного договора Джона Локка, Жан-Жака Руссо и Иммануила Канта. Для Локка законность политической власти проистекала из добровольного согласия людей, выраженного в виде договора или соглашения между властью и народом. Ролз же поднимает идею общественного договора на более высокий уровень абстракции. Он рассуждает, что люди заинтересованы в увеличении своей и уменьшении общей доли выгоды, полученной из сотрудничества. Для того, чтобы это преодолеть, говорит Ролз, необходимо выработать такие принципы социальной справедливости, которые бы определяли права и обязанности основных институтов общества, и распределяли бы доли выгоды, полученные в результате сотрудничества, по приемлемому для всех принципу. Он поясняет, что принципы справедливости — это то, что люди примут в качестве определяющих принципов при заключении общественного договора. Именно они будут в дальнейшем определять права и обязанности и распределение социальных преимуществ.
Ролз построил гипотетическую мысленную конструкцию, в которой он предполагает, что люди, находясь в исходном положении (англ. original position), между собой равны: они не знают своего места в обществе, социального статуса, классового положения. В этой ситуации никто не может изменить что-либо для себя в лучшую сторону, что и определяет исходную ситуацию как честную. Ролз изначально рассматривает индивидов как рационально мыслящих людей, перед которыми стоит задача строительства справедливого общества. Также изначально в этой мысленной конструкции заложено то, что общественные институты, получившиеся в результате такого договора, беспрекословно подчиняются этим принципам справедливости, а люди, в них занятые, строят свои взаимоотношения на честности, то есть на тех условиях, на которые они согласились, будучи равными в исходном положении. Ролз рассуждает, что этот факт дал бы все основания на принятие этих принципов как общепризнанных и универсальных.

## Концепция справедливости сквозь призму утилитаризма и интуитивизма
Дж. Ролз видит теорию справедливости как противопоставление утилитаризму и интуитивизму и приводит в своей книге в качестве дополнительной иллюстрации к теории. Он рассуждает следующим образом: утилитаризм предполагает, что общество устроено справедливо в том случае, если основные институты этого общества работают на достижение баланса наибольшего удовлетворения индивидов. С точки зрения утилитаризма это представляется в виде своеобразной схемы: индивид изначально стремится максимизировать собственное благополучие, удовлетворить как можно больше своих желаний, и это означает, что и для общества действуют те же принципы — стремление к реализации системы желаний, которая, в свою очередь, состоит из желаний отдельных индивидов. Другими словами, утилитаризм нацелен на достижение наибольшего счастья для наибольшего числа людей. Ролз же не рассматривает эти принципы как справедливые. Он считает, что нельзя компенсировать несчастье отдельно взятого человека абстрактным счастьем общества в целом.
Ролз критикует интуитивизм за безусловность понимания норм морали и этики, в том числе и справедливости. С точки зрения интуитивизма, моральные действия субъекта должны оцениваться на основании их соответствия безусловным правилам долга как добрые или злые сами по себе, а не на основании последствий, к которым эти действия привели. Интуитивизм, по мнению Ролза, не способен установить каких-либо распознаваемых этических критериев, рамки которых удерживали бы нас от ложных суждений или же сверхупрощений.

## Два принципа справедливости Дж. Ролза
Ролз предполагает, что индивиды, находясь в исходном положении в рамках гипотетической мыслительной конструкции, согласились бы построить общество, основываясь на следующих принципах:
1. Каждый человек должен иметь равные права в отношении наиболее обширной схемы равных основных свобод совместимых с подобными схемами свобод для других.
2. Социальные и экономические неравенства должны быть устроены так, чтобы:
  1. от них можно было бы разумно ожидать преимуществ для всех, и
  2. доступ к положениям (positions) и должностям был бы открыт всем.

Ролз обращает наше внимание, что первый принцип должен быть всегда первичен по отношению ко второму: «не могут быть оправданы нарушения основных свобод, защищенных первым принципом, или же компенсация нарушения большими социальными и экономическими преимуществами». Под основными свободами автор подразумевает политическую свободу (право голосовать на выборах и занимать официальную должность), свобода слова и собраний; свобода совести, свобода мысли; свобода личности, включающая свободу от психологического подавления, физической угрозы и расчленения (целостность человека); право иметь личную собственность и свободу от произвольного ареста и задержания, как то определено правлением закона. Эти свободы должны быть равными.
Поясняя второй принцип, Ролз говорит, что, хотя различия в распределении доходов и власти среди организаций ожидаемо, но необходимо эти доходы и власть использовать для получения преимущества для всего общества; кроме того, должности должны быть доступны всем. Другими словами, неравенство может быть допустимо лишь при условии, если это выгодно всем.

## Критика теории справедливости

### Либертарианство
Одним из видных представителей современного либертарианства, критикующий теорию справедливости, является Роберт Нозик. В соответствии с его эгалитаристским подходом к вопросу о распределительной справедливости, человек обладает правом собственности, как минимум, на себя самого, а также на блага, приобретенные в процессе его трудовой деятельности. Таким образом, теорию перераспределения преимуществ и доходов Ролза он категорически отвергает, называя это равносильным экспроприации.

### Коммунитаризм
Сторонники коммунитаристской этики, в частности, М. Дж. Сэндел, критикуют Ролза за неадекватность его представления о человеческой природе и обществе, на которые опираются его принципы справедливости. Они утверждают, что Ролз трактует человеческую личность в слишком индивидуалистическом понимании отношений индивида и общества. Ролз возразил, что его концепция не претендует на универсальность и всеохватность. Будучи лишь политической концепцией, и имея тем самым ограниченную область применения, она апеллирует к основным политическим, социальным и экономическим институтам, которые несут ответственность в распределении благ.